# Anna Magnussonová
Anna Magnussonová (* 31. března 1995 Piteå) je švédská biatlonistka.
Ve světovém poháru vyhrála ve své dosavadní kariéře jeden individuální závod, když ovládla sprint ve francouzském Annecy v prosinci 2022, a tři kolektivní závody se švédskou štafetou. Na pchjongčchangské olympiádě byla součástí stříbrné ženské štafety.
Biatlonu se věnuje od roku 2010. Ve světovém poháru debutovala v lednu 2015.

## Výsledky

### Olympijské hry a mistrovství světa
| Sezóna  | D   | Místo                | SP           | SZ           | HZ           | IZ           | ŠT           | SŠT          | SZD          | Věk    |
| ------- | --- | -------------------- | ------------ | ------------ | ------------ | ------------ | ------------ | ------------ | ------------ | ------ |
| 2017/18 | ZOH | Pchjongčchang        | –            | –            | –            | 37.          | 2.           | –            | ×            | 22 let |
| 2018/19 | MS  | Östersund            | 43.          | 11.          | –            | 65.          | 2.           | –            | –            | 23 let |
| 2019/20 | MS  | Anterselva           | nestartovala | nestartovala | nestartovala | nestartovala | nestartovala | nestartovala | nestartovala | 24 let |
| 2020/21 | MS  | Pokljuka             | nestartovala | nestartovala | nestartovala | nestartovala | nestartovala | nestartovala | nestartovala | 25 let |
| 2021/22 | ZOH | Peking               | 7.           | 46.          | –            | –            | –            | –            | ×            | 26 let |
| 2022/23 | MS  | Oberhof              | 9.           | 18.          | 26.          | 35.          | 3.           | –            | –            | 27 let |
| 2023/24 | MS  | Nové Město na Moravě | 20.          | 19.          | 26.          | 25.          | 2.           | –            | –            | 28 let |
| 2024/25 | MS  | Lenzerheide          | 20.          | 7.           | 19.          | 28.          | 3.           | 5.           | –            | 29 let |

Poznámka: Výsledky z olympijských her se do hodnocení světového poháru nezapočítávají; výsledky z mistrovství světa se dříve započítávaly, od mistrovství světa v roce 2023 se nezapočítávají.

## Vítězství v závodech světového poháru a na olympijských hrách

### Individuální
| Č. | sezóna    | datum             | místo           | disciplína |
| -- | --------- | ----------------- | --------------- | ---------- |
| 1. | 2022/2023 | 16. prosince 2022 | Annecy, Francie | sprint     |

### Kolektivní
| Č. | sezóna    | datum             | místo                | disciplína |
| -- | --------- | ----------------- | -------------------- | ---------- |
| 1. | 2021/2022 | 11. prosince 2021 | Hochfilzen, Rakousko | štafeta    |
| 2. | 2022/2023 | 1. prosince 2022  | Kontiolahti, Finsko  | štafeta    |
| 3. | 2024/2025 | 1. prosince 2024  | Kontiolahti, Finsko  | štafeta    |
| 4. | 2024/2025 | 26. ledna 2025    | Anterselva, Itálie   | štafeta    |